# Ingenieurschule für Kraft- und Arbeitsmaschinenbau „Rudolf Diesel“ Meißen

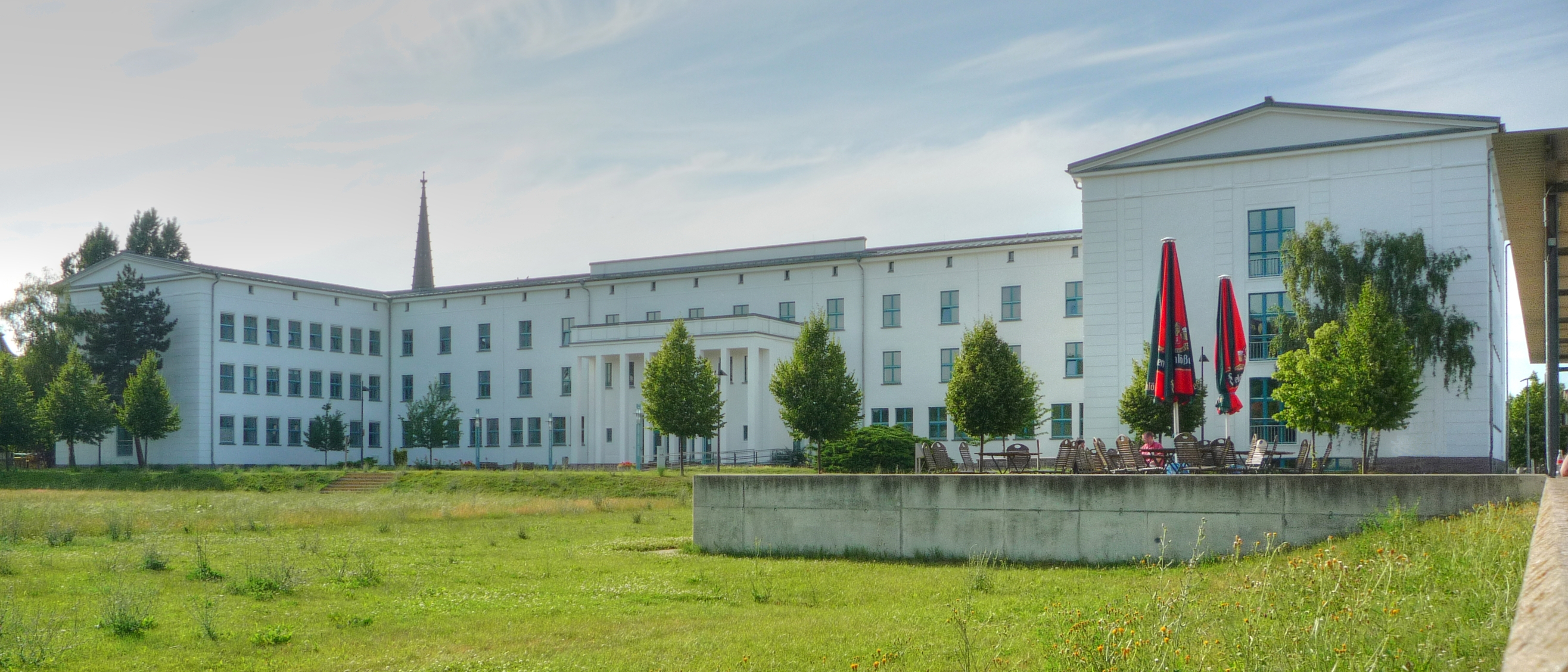
Haus 1 der Liegenschaft Herbert-Böhme-Str. 11 (Lehrgebäude)

Die Ingenieurschule für Kraft- und Arbeitsmaschinenbau „Rudolf Diesel“ Meißen ging aus der 1951 gebildeten Fachschule für Kraft- und Arbeitsmaschinenbau hervor und diente anfangs vor allem dem Aufbau der Energiewirtschaft in der DDR. Sie bestand bis 1994. Heute befindet sich im Gebäude der ehemaligen Ingenieurschule im Meißner Stadtteil Cölln die Hochschule Meißen (FH) und Fortbildungszentrum.

## Geschichte
Die Einrichtung wurde im Jahr 1951 als Fachschule für Kraft- und Arbeitsmaschinenbau gegründet. Die 1957 als Ingenieurschule mit dem Namen „Rudolf Diesel“ fortgeführte Einrichtung ging aus der 1923 begründeten Technischen Lehranstalt Meißen hervor. Nach der Wende und der deutschen Wiedervereinigung wurde die Schule 1993 mit der Ingenieurschule Riesa zusammengefasst und nach Riesa verlegt, wo sie nach Fortsetzung der zunächst als Pilotprojekt ins Leben gerufenen Berufsakademie Riesa 1994 aufgelöst wurde.

## Lehrinhalte
In den Anfangsjahren wurden vornehmlich Studiengänge für Kraft- und Arbeitsmaschinen angeboten und die meisten Ingenieure für den gerade im Aufbau befindlichen Betrieb Kraftwerksanlagenbau Radebeul ausgebildet. Somit waren die Studienfächer auf diese Bedürfnisse ausgerichtet. Daneben wurden neben den allgemeinen Studiengängen zum Maschinenbauingenieur vor allem Spezialisierungen zum Turbinenbau, Pumpenbau und Dampferzeugung angeboten.
Neben der eigenen Aula, die auch für Veranstaltungen wie Jugendweihen genutzt wurde, befand sich in dem Gesamtobjekt eine eigene Kantine, welche auch die Berufsausbildung zum Koch anbot.
Zur Schule gehörte ein Sportzentrum, das über ein vollständig ausgestattetes Hallensportzentrum verfügte. Neben dem Sportfeld mit Laufbahn, Fußballfeld und weiteren Leichtathletik-Möglichkeiten wurde diese Freiluftsportanlage sehr oft von anderen Bildungseinrichtungen wie der „Roten Schule“ und anderen POS sowie für Kinderveranstaltungen und auch für das Fernsehen der DDR genutzt. Durch die Abgrenzung mit Baumreihen zu den angrenzenden Wohngebieten konnten jährlich durch die GST geleitete Fesselflug-Wettkämpfe und Schauveranstaltungen durchgeführt werden.